# Banca centrale dell'Uruguay
La banca centrale dell'Uruguay è la banca centrale dello stato americano dell'Uruguay.
Le monete e le banconote ufficiali che stampano e coniano è il peso uruguaiano.